# SCK (motorfiets)
SCK is een historisch Duits merk van motorfietsen.
De bedrijfsnaam was: S.C.K. Motorradwerk GmbH, Keulen.
SCK was een kleine fabriek die in 1924 en 1925 motorfietsen produceerde waarbij men 348- en 498cc-motoren van JAP en MAG in typisch Engelse frames monteerde.
In 1923 en 1924 ontstonden in Duitsland honderden kleine motorfietsmerken, die bijna allemaal gebruikmaakten van inbouwmotoren die bij andere bedrijven werden ingekocht. Door de grote concurrentie verdwenen de meesten al snel; in 1925 sloten ruim 150 van deze merken de poort. Dat gebeurde ook met SCK.